# لفرنسی
یافرانک (کاتالان: Llafranc تلفظ در کاتالان: [ʎaˈfɾaŋ]; تلفظ در اسپانیایی: [ʎaˈfɾaŋk]) یک شهر ساحلی در منطقه کوستا برابا است که در شهرستان پالافروخی در استان خرونا، واقع در منطقه خودمختار کاتالونیا در پادشاهی اسپانیا قرار دارد. یافرانک ۸۵ کیلومتر مربع مساحت دارد و ۲۶ متر بالاتر از سطح دریا واقع شده‌است.